# Herui
Herui (Els dos falcons) fou el nom del nomós V de l'Alt Egipte. La capital fou Gebtyu ([Coptos] avui Qift) i altres ciutats foren Shenhur, Gis (Apol·lonòpolis Mikra, avui Qus) i Nubt (Naqada, avui Ombos). Els déus foren Min (amb temple a Coptos) i Set (amb temple a Nubt).